# Sjöbo
För andra betydelser se Sjöbo (olika betydelser).

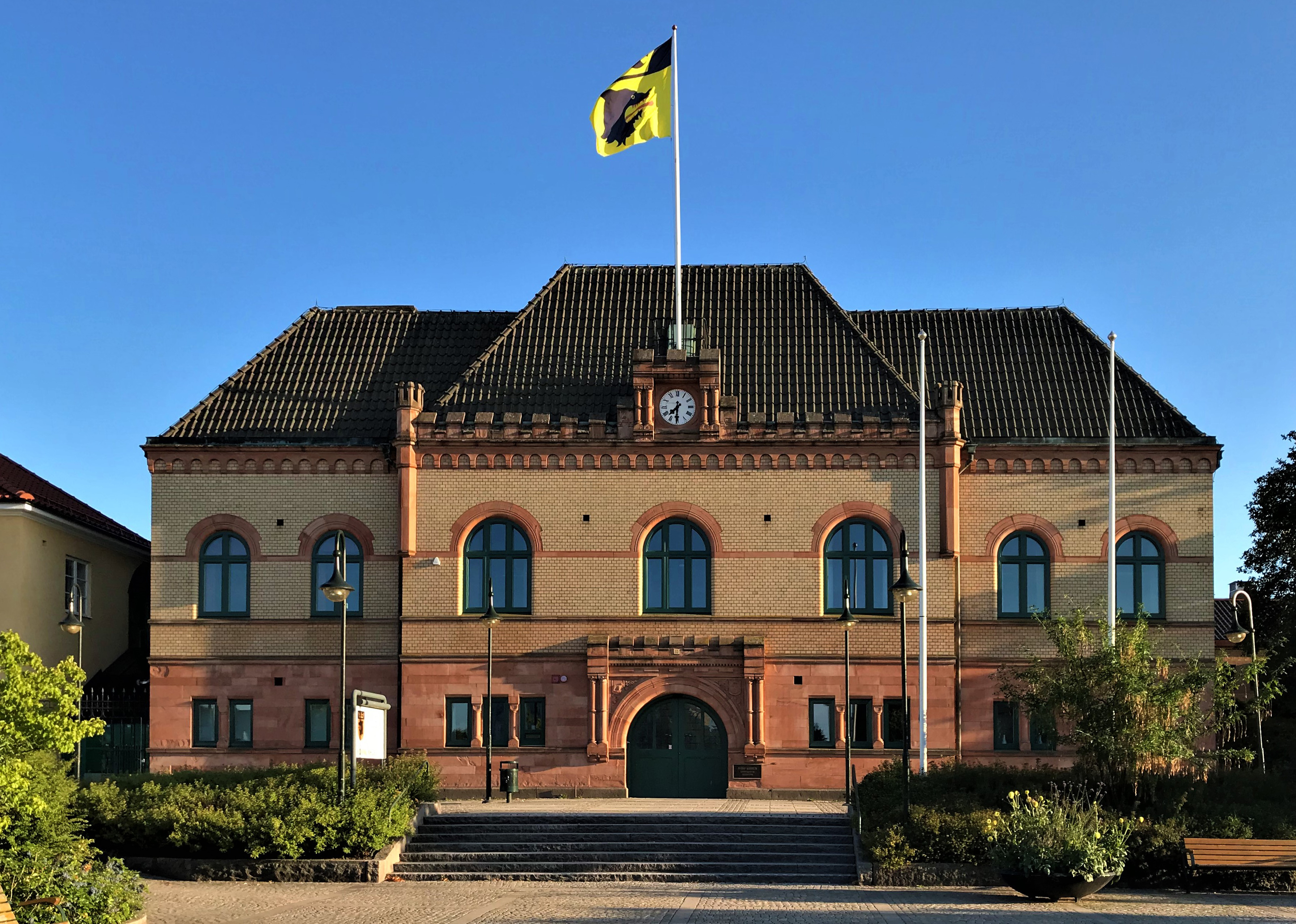
Kommunhuset vid Gamla Torg 10 i Sjöbo, 2018.

Sjöbo är en tätort och centralort i Sjöbo kommun i sydöstra Skåne, cirka 35 kilometer öster om Lund, 25 kilometer norr om Ystad och 45 kilometer väster om Simrishamn.
I Sjöbo möts riksväg 11 och riksväg 13.

## Historia
Sjöbo växte fram som en järnvägsknut för trafik på Malmö-Simrishamns Järnvägar och Landskrona-Kävlinge-Sjöbo Järnväg, som båda är nedlagda.

### Administrativa tillhörigheter
Byarna Sjöbo och Åsum var och är belägna i Södra Åsums socken, före 1885 benämnd Åsums socken och de ingick efter kommunreformen 1862 i (Södra) Åsums landskommun där Sjöbos municipalsamhälle inrättades 2 april 1898.
Landskommunen med municipalsamhället uppgick 1952 i den då bildade Sjöbo köping som 1971 uppgick i Sjöbo kommun med Sjöbo som centralort. Tätorten Sjöbo omfattar efter expansion även byn Åsum.
I kyrkligt hänseende har Sjöbo hört till Södra Åsums församling till 2002 då denna uppgick i Sjöbo församling.
Orten ingick till 1967 i Färs tingslag därefter till 1971 i Ystads domsagas tingslag. Sedan 1971 ingår Sjöbo i Ystads domsaga.

### Befolkningsutveckling
| Befolkningsutvecklingen i Sjöbo 1900–2020                                                                    | Befolkningsutvecklingen i Sjöbo 1900–2020 | Befolkningsutvecklingen i Sjöbo 1900–2020 | Befolkningsutvecklingen i Sjöbo 1900–2020 | Befolkningsutvecklingen i Sjöbo 1900–2020 |
| --- | ----------------------------------------- | ----------------------------------------- | ----------------------------------------- | ----------------------------------------- |
| |                                           |                                           |                                           |                                           |
| År |                                           |                                           | Folkmängd                                 | Areal (ha)                                |
| 1900 | 1900                                      |                                           | 900                                       | †                                         |
| 1960 | 1960                                      |                                           | 2 419                                     |                                           |
| 1965 | 1965                                      |                                           | 2 992                                     |                                           |
| 1970 | 1970                                      |                                           | 3 703                                     |                                           |
| 1975 | 1975                                      |                                           | 4 667                                     |                                           |
| 1980 | 1980                                      |                                           | 5 355                                     |                                           |
| 1990 | 1990                                      |                                           | 5 954                                     | 459                                       |
| 1995 | 1995                                      |                                           | 6 201                                     | 489                                       |
| 2000 | 2000                                      |                                           | 6 270                                     | 496                                       |
| 2005 | 2005                                      |                                           | 6 364                                     | 505                                       |
| 2010 | 2010                                      |                                           | 6 724                                     | 527                                       |
| 2015 | 2015                                      |                                           | 7 910                                     | 770                                       |
| 2020 | 2020                                      |                                           | 8 478                                     | 782                                       |
| Anm.: sammanvuxen 2015 med Sjöbo sommarby och Svansjö sommarby † Befolkning runt ett municipalsamhälle 1900. |                                           |                                           |                                           |                                           |

## Samhället
I norra delen av tätorten ligger Södra Åsums kyrka, och Södra Åsums gamla kyrka i kyrkbyn Åsum i Södra Åsums socken.
Sjöbo har ingen officiell gågata men på stråket Västergatan/Norregatan ligger en stor andel av alla butiker. Västergatan är numera gångfartsområde.

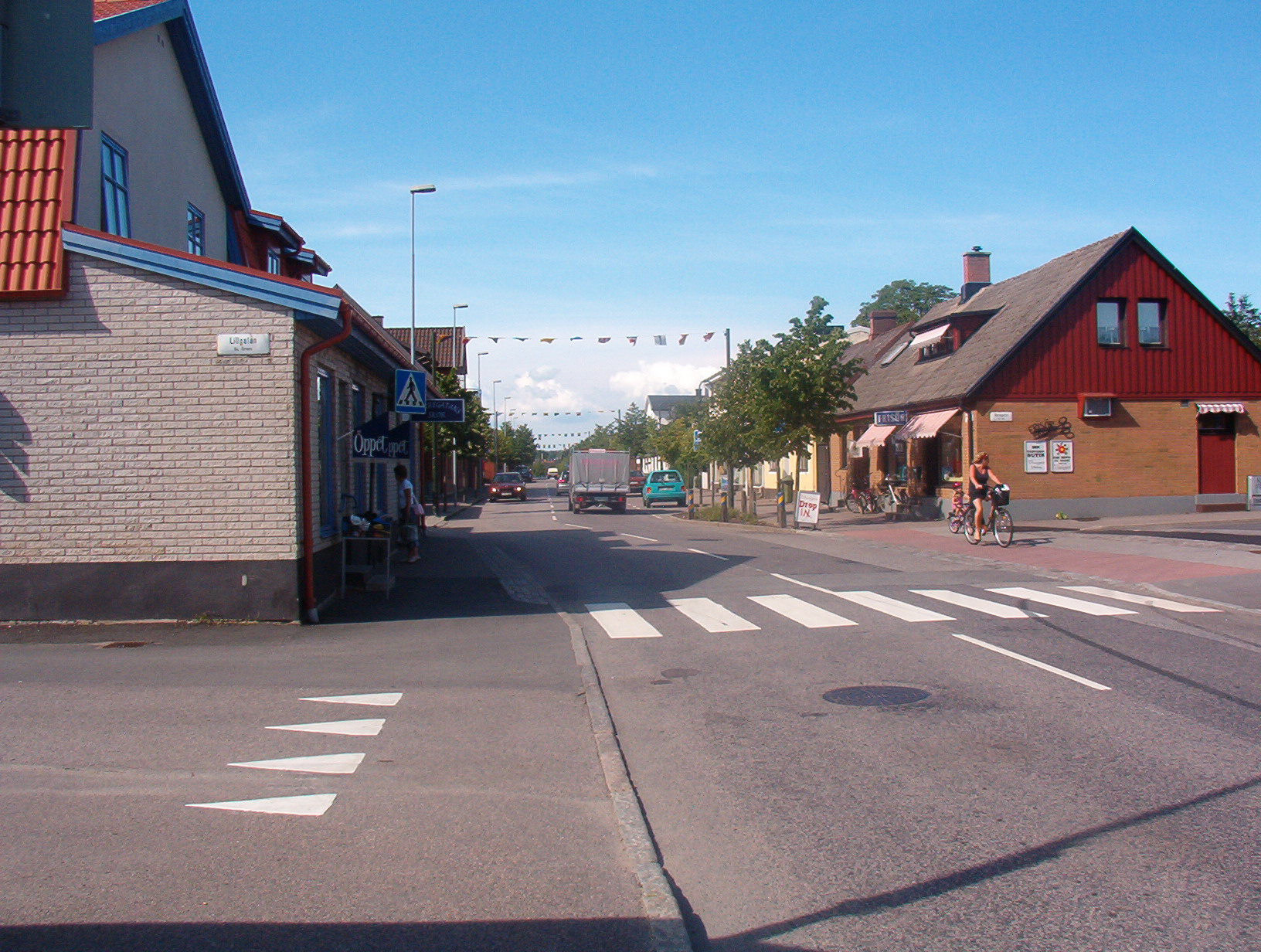
Norregatan i Sjöbo.

### Handel
Enligt SCB:s avgränsning av handelsområden finns ett sådant område i centrala Sjöbo. Det har koden 1265H001 och omfattar en del av stråket Västergatan-Norregatan samt delar av kvarteren mellan Östergatan, Södergatan och Idrottsgatan. Det omfattade 18 arbetsställen för detaljhandel med 250 anställda år 2015, vilket år 2020 hade ändrats till 15 arbetsställen med 150 anställda. Från 2000-talet har det externa handelsområdet Sjöbo Väst gradvis etablerats i ortens västra delar där riksväg 11 och 13 möts.
Sjöbos hade tidigare en lokal konsumentförening. Den hette Sjöboortens handelsförening och bildades den 20 november 1898. Butiken öppnades året därpå på Stora Norregatan och var föreningens hemvist fram tills den revs för att göra plats för en ny Konsumhall på samma plats som invigdes i oktober 1967. Samma år beslutades att Sjöboföreningen skulle gå upp i Konsumentföreningen Solidar, vilket skedde den 1 januari 1968. Föreningen var förhållandevis liten och hade aldrig mer än en filial. Den öppnade på Föreningsgatan 1959 och stängde när Konsumhallen i centrum öppnade 1967.
Konsumhallen ändrade profil genom åren, bland annat var den en av de första att ställas om till det nya konceptet K-marknaden 1979. Sist var den en Coop Extra. En ny Coop Extra öppnade på Sjöbo Väst den 22 februari 2012 och i samband med detta lades den gamla butiken i centrala Sjöbo ner. Netto etablerade sig på Södergatan i Sjöbo år 2005. Den ställdes om till en Coop den 3 april 2020, men profilerades år 2022 om som Xtra.
Det finns två Ica i Sjöbo, en centralt belägen Ica Kvantum och en Ica Supermarket i ortens västligare delar. Ica Supermarket låg tidigare på Planteringsgatan, men flyttade den 10 november 2021 till Sjöbo Väst.

### Bankväsende
Färs härads sparbank grundades 1839 och förlade så småningom sitt huvudkontor i Sjöbo. Den gick år 1989 ihop med Frosta sparbank för att bilda Färs och Frosta sparbank, som sedan år 2014 ingår i Sparbanken Skåne.
Skånska handelsbanken öppnade ett kontor i Sjöbo den 1 juli 1905. Denna bank uppgick senare i Skandinaviska banken. Stockholms privatbank etablerade flera kontor i Skåne under 1917, inklusive ett i Sjöbo. Redan under 1919 övertog Köpmannabanken denna banks kontor i Skåne. När Köpmannabanken år 1921 likviderades togs kontoret över av Sydsvenska banken, senare kallad Skånska banken och därefter en del av Handelsbanken. Skandinaviska banken fanns kvar i Sjöbo fram till år 1977 när kontoret överläts till dåvarande Skånska banken.

## Evenemang
Varje år hålls en stor marknad i Sjöbo, Sjöbo marknad.

## Klimat
|                                            | Jan  | Feb  | Mar  | Apr  | Maj  | Jun  | Jul  | Aug  | Sep  | Okt  | Nov  | Dec  |
| ------------------------------------------ | ---- | ---- | ---- | ---- | ---- | ---- | ---- | ---- | ---- | ---- | ---- | ---- |
| Normaldygnets maximitemperaturs medelvärde | 2    | 1    | 4    | 10   | 16   | 18   | 21   | 20   | 16   | 11   | 6    | 3    |
| Normaldygnets minimitemperaturs medelvärde | −2   | −3   | 0    | 2    | 7    | 10   | 12   | 12   | 9    | 6    | 2    | −1   |
|                                            |      |      |      |      |      |      |      |      |      |      |      |      |
| Nederbörd                                  | 40,4 | 29,6 | 31,3 | 23,2 | 21,8 | 35,7 | 41,9 | 37,2 | 50,4 | 37,8 | 42,5 | 42,5 |

| Diagram | temperaturer i °C • månadsnederbörd i mm • Källa: MSN Väder - Sjöbo | temperaturer i °C • månadsnederbörd i mm • Källa: MSN Väder - Sjöbo | temperaturer i °C • månadsnederbörd i mm • Källa: MSN Väder - Sjöbo | temperaturer i °C • månadsnederbörd i mm • Källa: MSN Väder - Sjöbo | temperaturer i °C • månadsnederbörd i mm • Källa: MSN Väder - Sjöbo | temperaturer i °C • månadsnederbörd i mm • Källa: MSN Väder - Sjöbo | temperaturer i °C • månadsnederbörd i mm • Källa: MSN Väder - Sjöbo | temperaturer i °C • månadsnederbörd i mm • Källa: MSN Väder - Sjöbo | temperaturer i °C • månadsnederbörd i mm • Källa: MSN Väder - Sjöbo | temperaturer i °C • månadsnederbörd i mm • Källa: MSN Väder - Sjöbo | temperaturer i °C • månadsnederbörd i mm • Källa: MSN Väder - Sjöbo | temperaturer i °C • månadsnederbörd i mm • Källa: MSN Väder - Sjöbo |
|         | 40 2 -2                                                             | 30 1 -3                                                             | 31 4 0                                                              | 23 10 2                                                             | 22 16 7                                                             | 36 18 10                                                            | 42 21 12                                                            | 37 20 12                                                            | 50 16 9                                                             | 38 11 6                                                             | 43 6 2                                                              | 43 3 -1                                                             |

## Bildgalleri

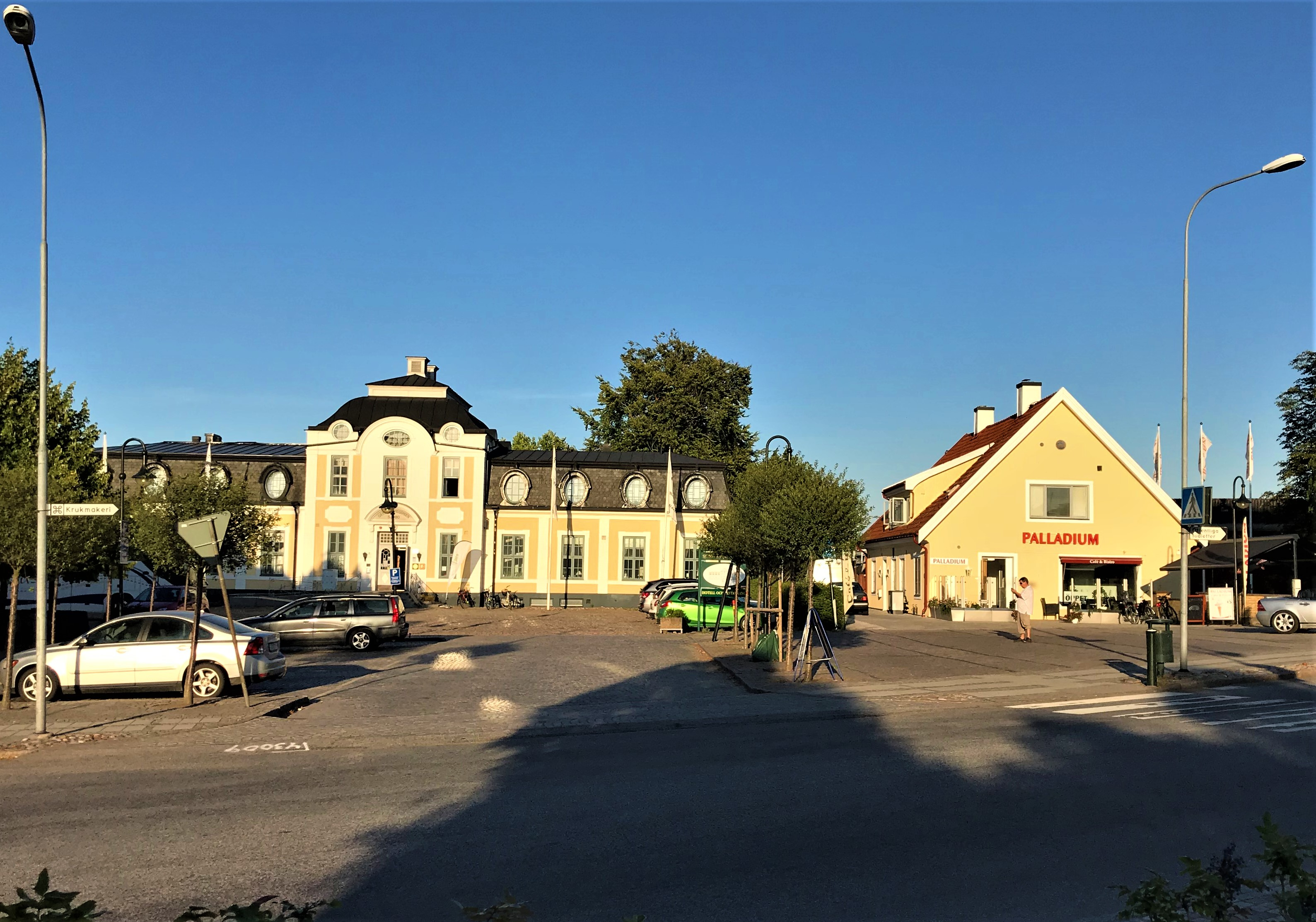
Till vänster Sjöbo gästgivargård vid Gamla Torg, till höger Sjöbos äldsta hus, gamla tingshuset, byggt 1771 och tingshus fram till 1905. Skånska Dagbladet hade sin redaktion i huset innan det omvandlades till ett kafé.
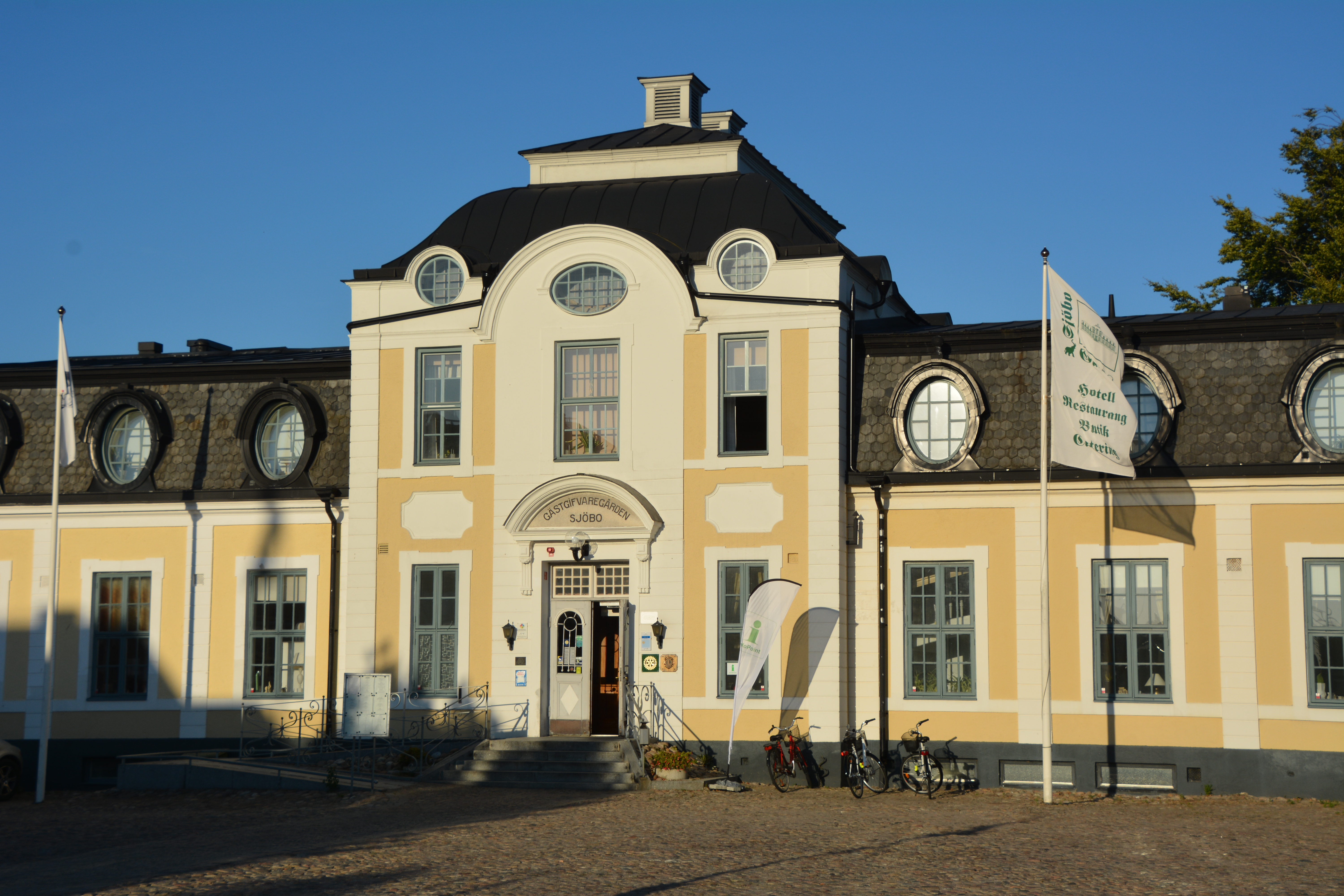
Sjöbo gästgivargård
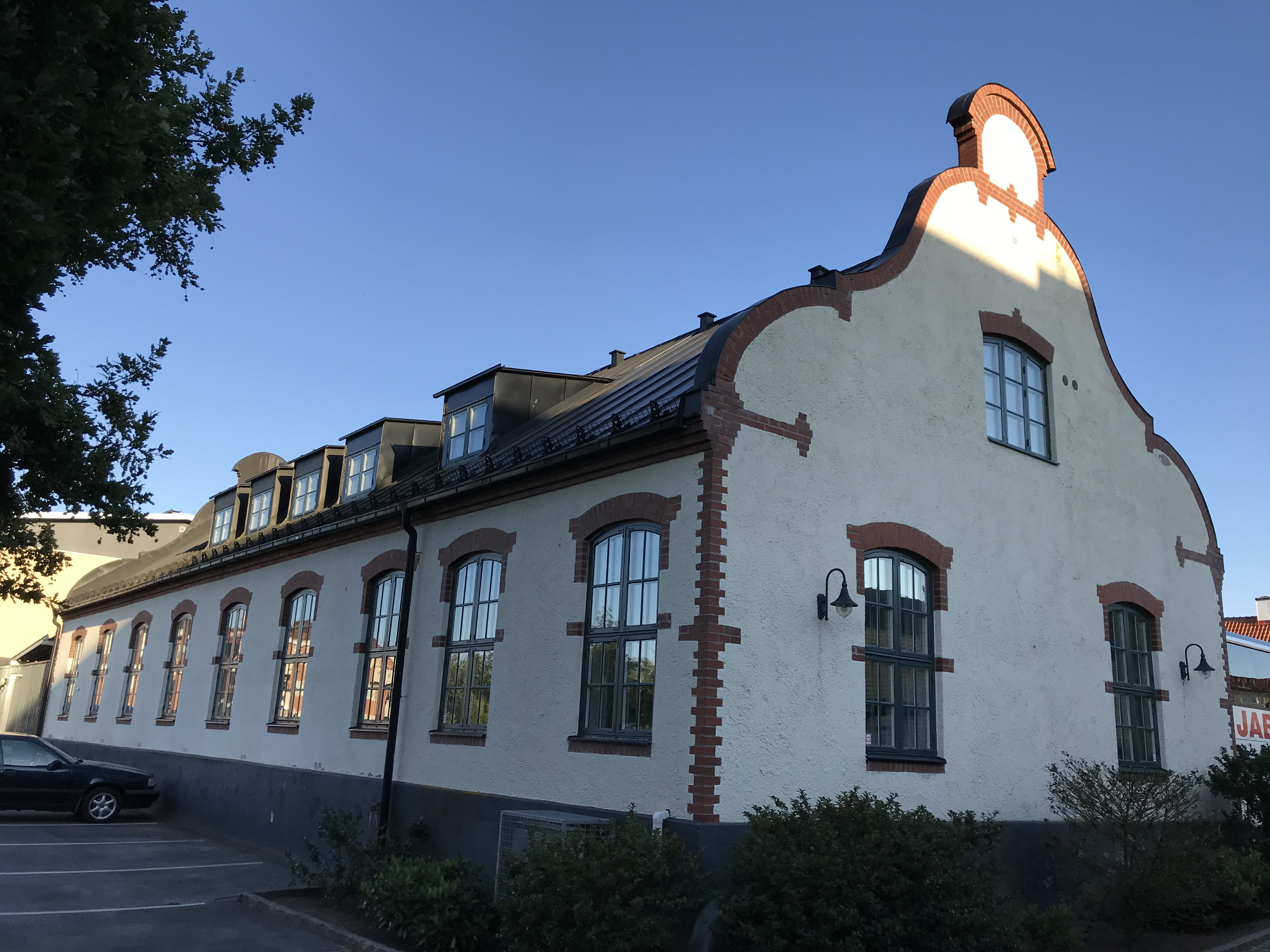
Filial till gästgivargården